# El Golfo (Lanzarote)
El Golfo es una localidad del municipio de Yaiza en el sur de la isla de Lanzarote (Canarias, España). En 2023 contaba con 255 habitantes.

## Toponimia

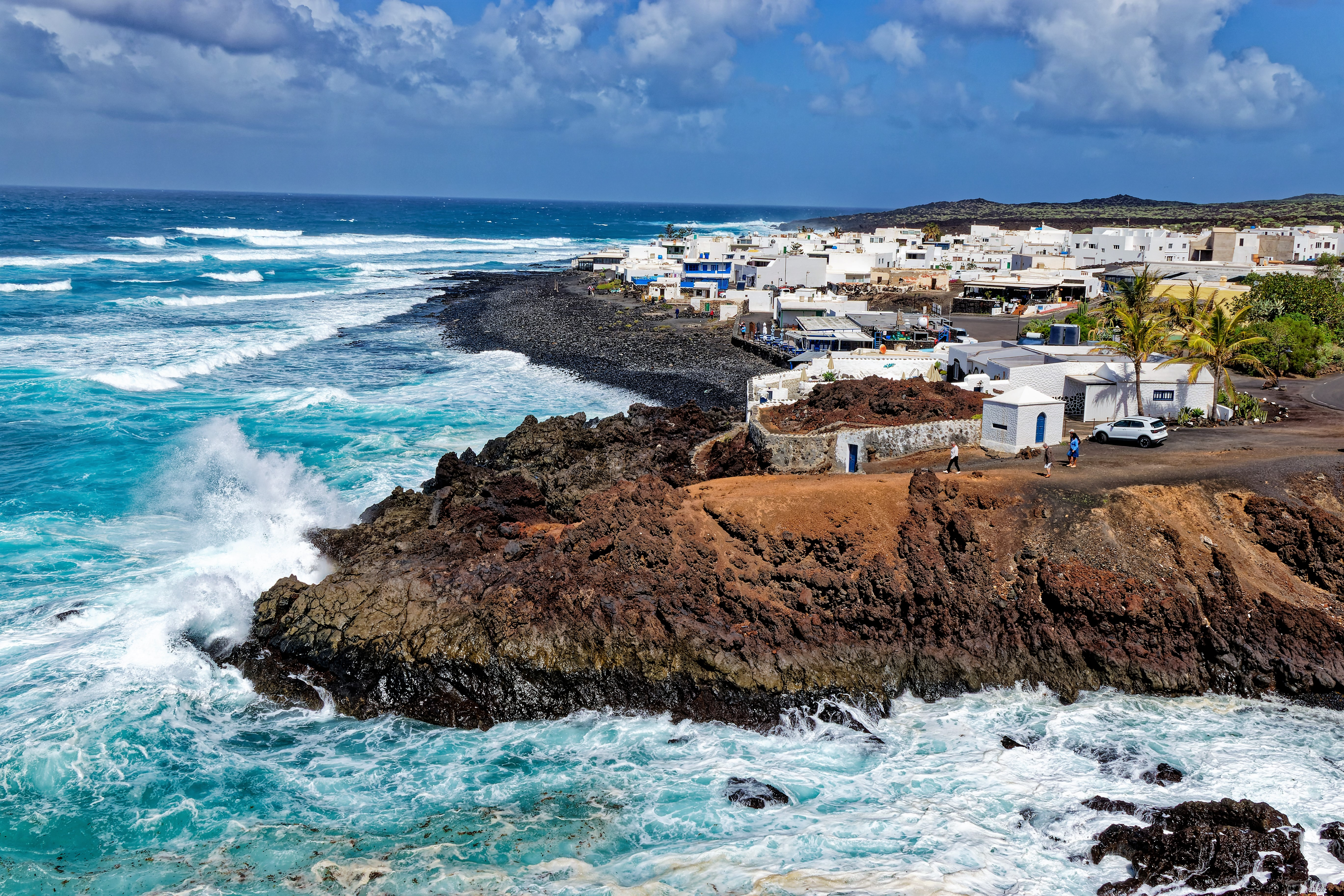

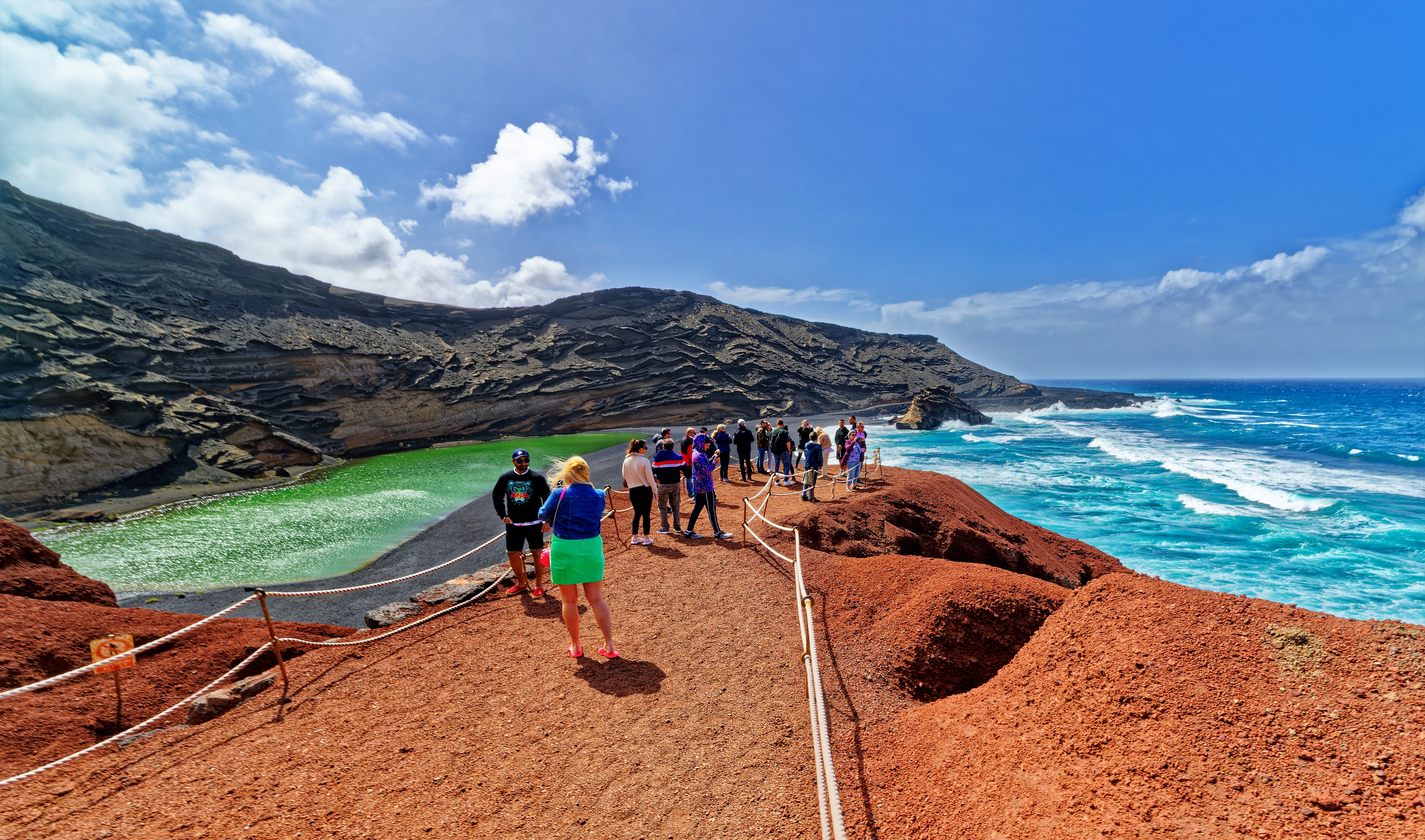
La laguna verde de El Golfo

Debe su nombre a asentarse en las proximidades de la pequeña bahía conocida igualmente como el Golfo. Se trata del interior del gran cráter abierto al mar que alberga el Charco Verde o Charco de Los Clicos, que se formó por la afloración de agua marina en superficie.

## Historia
Antiguo asentamiento de pescadores, en la actualidad se ha convertido en un importante lugar turístico debido a estar junto al Charco Verde a menudo llamado simplemente El Golfo.

## Espacio natural
El Golfo se encuentra en el borde del parque natural de Los Volcanes, paisaje volcánico originado por las erupciones de 1824 y que rodea al parque nacional de Timanfaya.

## Playa
Junto al pueblo existe una playa de unos 600 metros con grava y arena oscura y un oleaje fuerte y ventosa.